# Segre (diari)
Segre és un diari publicat a Lleida pel Grup Segre i amb difusió diària a Ponent, l'Alt Pirineu i Aran i la Franja de Ponent. Té delegacions a Balaguer, Tàrrega i també a la Seu d'Urgell, el Pont de Suert i Tremp, i publica periòdicament suplements comarcals.

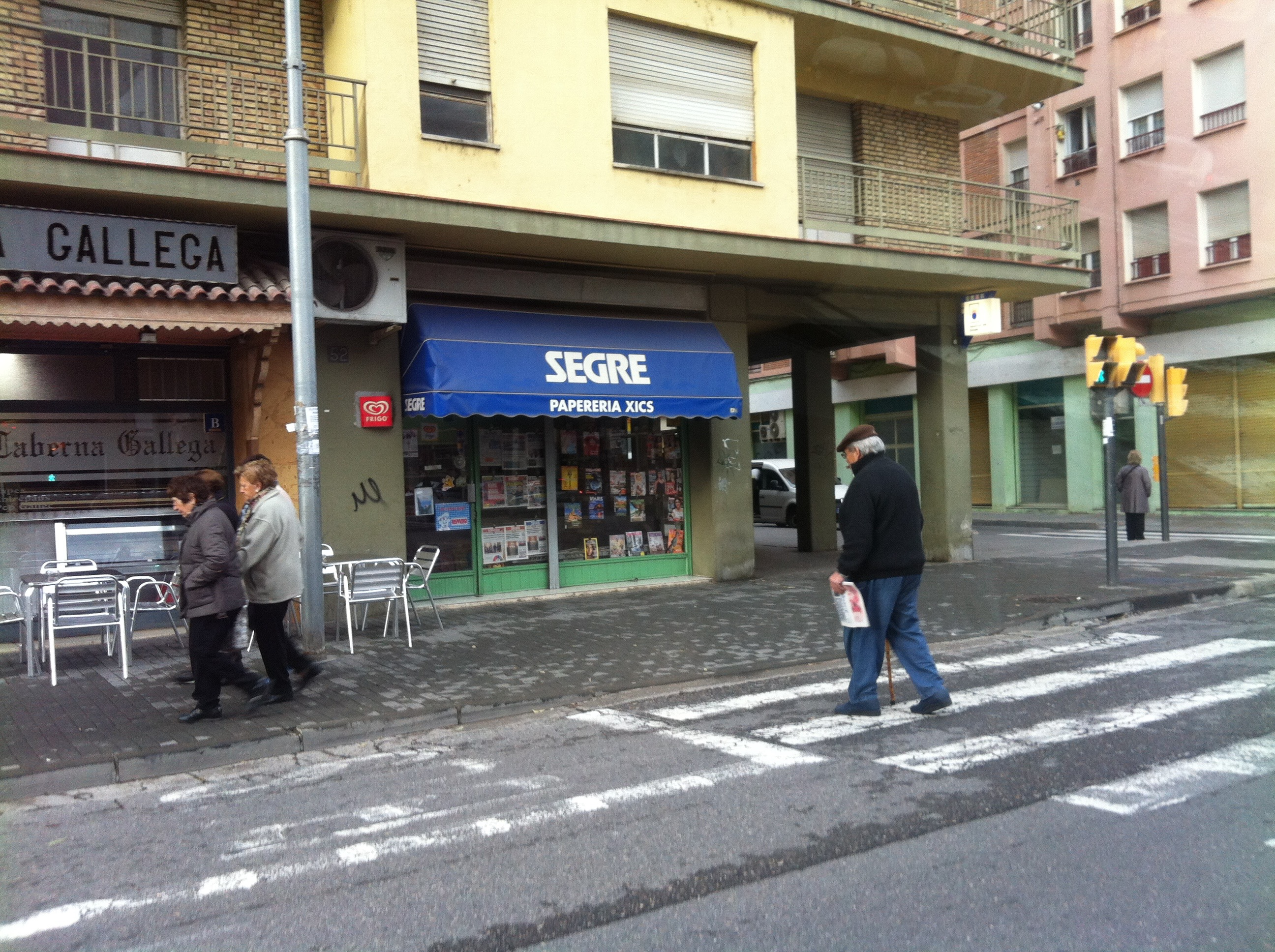
Quiosc amb diari Segre

El primer número va aparèixer el 3 de setembre de 1982 i inicialment es publicava només en castellà. Des del 1987, coincidint amb el cinquè aniversari, Segre es va consolidar com a líder indiscutible als quioscos de les comarques de Lleida.
Des de l'11 de setembre de 1997 i per primera vegada a l'Estat espanyol, Segre va ser el primer rotatiu a fer dues edicions simultànies i idèntiques en català i castellà, gràcies a un sistema de traducció automàtica desenvolupat en col·laboració amb l'empresa Incyta, i en què els tècnics del diari han desenvolupat els automatismes en la transferència de fitxers i els filtres per a facilitar la compatibilitat de textos entre els sistemes informàtics. El setembre del 2009 es va posar en marxa el portal segre.com i el diari en format digital.

## Aran ath Dia
Aran ath Dia és una revista monogràfica en aranès que edita el diari Segre amb el suport de la Generalitat de Catalunya i el Consell General d'Aran i amb la col·laboració de la Càtedra d'estudis occitans de la Universitat de Lleida, en la qual publica notícies i articles relacionats amb la vida diària a la Vall d'Aran. A l'última pàgina de cada número que es publica hi consta un petit diccionari de paraules en aranès amb una simple traducció al català, o bé una explicació del significat.